# Gewoon haarschubje
Gewoon haarschubje (Agonimia tristicula) is een korstmos behorend tot de familie Verrucariaceae. Hij leeft op steen en de grond. Zelden komt het voor op boomschors. Het leeft in symbiose met een chlorococcoïde alg.

## Determinatie

### Uiterlijke kenmerken
Het thallus is delicaat en schubachtig. De schubben zijn 0,1–0,5 mm breed en komen meestal voor in kleine groepjes van enkele millimeters. De schubben zijn dicht bij elkaar geplaatst, vastgehecht en kunnen variëren van plat tot bolvormig of langwerpig. De bovenkant van de thallus is grijsbruin of groenbruin, maar wordt groen wanneer hij nat is, en heeft een doffe uitstraling. De onderkant is lichter van kleur.
De peritheciën zijn opvallend zwart, tonvormig en tot 0,5 mm breed, met een ruw en gerimpeld oppervlak.
Het korstmos heeft geen kenmerkende kleurreacties.

### Microscopische kenmerken
De asci zijn 2-sporig en knotsvormig. De ascosporen zijn langwerpig-ellipsvormig, hyaliene tot licht geelbruin en meten ongeveer 80–120 × 30–50 μm. Pycnidiën zijn onbekend. 

## Ecologie
Gewoon haarschubje komt voor op mosachtige ondergronden of organisch materiaal, meestal op kalkrijke grond, en zelden op eutrofe schors.

## Verspreiding
Gewoon haarschubje komt in Europa, Macaronesië, Noord-Amerika en de Stille Oceaan-eilanden voor.
In Nederland is de soort zeldzaam. Het staat niet op de Nederlandse Rode Lijst en is niet bedreigd.